# David Leland
David Leland (Cambridge, 20 de abril de 1947-24 de diciembre de 2023) fue un director de cine, guionista y actor británico.

## Carrera
Después de varias pequeñas actuaciones, comenzó su colaboración con el director de televisión británico Alan Clarke en 1981. Su película Made in Britain fue aclamada por la crítica y marcó el comienzo de la carrera del actor Tim Roth. En 1986 escribió el guion para el thriller dramático Mona Lisa con Bob Hoskins. Esta película fue aclamada por la crítica y Leland obtuvo nominaciones para el Globo de Oro y el Writers Guild of America.
Luego escribió Personal Services en 1986. Fue dirigida por Terry Jones y trataba sobre Cynthia Payne, una señora británica que dirigía un burdel privado. Julie Walters tomó el papel principal. La siguiente película de Leland, Wish You Were Here, fue un éxito en el Festival de Cine de Cannes de 1987 y convirtió a la joven actriz británica Emily Lloyd en una estrella. Fue galardonada con el Premio FIPRESCI en Cannes y el BAFTA al mejor guion.
Las siguientes dos películas de Leland, Checking Out (con Jeff Daniels) y The Big Man (con Liam Neeson), fracasaron en la taquilla y la crítica, pero desde entonces han tenido éxito en el mercado privado. En 1997, Leland coescribió y dirigió The Land Girls, protagonizada por Rachel Weisz y Anna Friel y, en 2000, escribió y dirigió el sexto episodio de la exitosa serie de HBO Band of Brothers.

## Filmografía

### Como director
- Wish You Were Here (1987)
- Checking Out (1989)
- The Big Man (1990)
- The Land Girls (1998)
- Concert for George (2003)
- Virgin Territory (2007)

## Premios y distinciones
Festival Internacional de Cine de Cannes
| Año  | Categoría            | Película           | Resultado | Ref.  |
| ---- | -------------------- | ------------------ | --------- | ----- |
| 1987 | Premio de la crítica | Wish You Were Here | Ganador   | [ 5 ] |